# Натрію пікосульфат
Натрію пікосульфат (англ. Sodium picosulfate, лат. Natrii picosulfas) — лікарський препарат, похідне триарилових сполук, який належить до групи проносних засобів. Натрію пікосульфат застосовується перорально.

## Фармакологічні властивості
Натрію пікосульфат — лікарський препарат, який належить до групи проносних засобів. Механізм дії препарату полягає у стимуляції активним метаболітом пікосульфату натрію перистальтики кишки; пригніченні абсорбцію в кишковій стінці; препарат також сприяє підвищенню секреції рідини в просвіт кишки, кумуляції води та електролітів у просвіті кишки. Наслідком цього є стимуляція дефекації, зменшення часу проходження калових мас по кишці та пом'якшення калу. Натрію пікосульфат діє на всьому протязі кишки, причому він не тільки покращує виведення калу з кишки, але й затримує всмоктування токсичних речовин у кишці, тому він може також застосовуватися при отруєннях. Щоправда, безпечність тривалого застосування пікосульфату натрію не досліджувалась, тому не рекомендовано застосовувати його більше 2 тижнів.

### Фармакокінетика
Натрію пікосульфат не всмоктується в шлунку, в кишці під дією ферментів кишкової мікрофлори він перетворюється в активний метаболіт біс-(р-гідроксифеніл)-піридил-2-метан (біфенол), який і діє на кальцієві канали гладеньких м'язів кишки, спричинюючи посилення високоамплітудних скорочень товстої кишки. Активний метаболіт лише частково всмоктується в кишці в кров, виводиться з організму переважно з калом і жовчю, незначна частина виводиться із сечею. Точний період напіввиведення препарату не встановлений, тривалість дії пікосульфату натрію становить 6—10 годин.

## Показання до застосування
Натрію пікосульфат застосовується при запорах різної етіології; для регулювання стільця при геморої, проктиті, тріщинах заднього проходу; для підготовки перед операціями, інструментальними та рентгенологічними дослідженнями.

## Побічна дія
При застосуванні натрію пікосульфату спостерігаються наступні побічні ефекти: шкірний висип, свербіж шкіри, набряк Квінке, біль у животі, нудота, блювання, діарея; при тривалому застосуванні і виникненні діареї можуть спостерігатися запаморочення, втрата свідомості, м'язова слабість, порушення серцевої діяльності внаслідок надмірного виведення з організму рідини та електролітів.

## Протипокази
Натрію пікосульфат протипоказаний при підвищеній чутливості до препарату, кишковій непрохідності, гострих та важких хронічних запальних захворюваннях органів черевної порожнини, гострому болю в животі, у післяопераційному періоді після операцій на органах черевної порожнини, важкій дегідратації, маткових кровотечах, гострому циститі, дітям до 4 років, у І триместрі вагітності.

## Форми випуску
Натрію пікосульфат випускається у вигляді таблеток по 0,005; 0,0075 та 0,015 г; 0,75 % крапель для прийому всередину по 10, 15, 20, 25, 30, 40, 50, 90 і 100 мл.